# Ciney
Ciney (valonă Cînè) este un oraș francofon din regiunea Valonia din Belgia. Orașul se situează la distanță egală între Bruxelles și Orașul Luxemburg, fiind cea mai importantă localitate din regiunea naturală Condroz.
Comuna Ciney este formată din localitățile Ciney, Achêne, Braibant, Chevetogne, Conneux, Leignon, Pessoux, Serinchamps și Sovet. Suprafața sa totală este de 174,56 km². La 1 ianuarie 2008 comuna avea o populație totală de 15.317 locuitori. 
Comuna Ciney se învecinează cu comunele Assesse, Yvoir, Hamois, Dinant, Somme-Leuze, Houyet, Rochefort și Marche-en-Famenne.

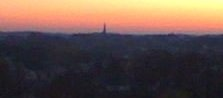
Ciney, noaptea

## Istorie
În Evul Mediu, Ciney era unul dintre cele 23 de orașe (franceză Bonnes Villes) ale Principatului Liège. Localitatea a fost implicată în Războiul vacii.

## Economie
Ciney e renumit pentru berea cu același nume, bere blondă, brună (creată în 1978) și specială (creată în 1986). Aceste beri erau făcute la început de către braseria Demarche. Marca de bere aparține actualmente concernului Alken-Maes, care a delocalizat producția berii Ciney la berăria sa din Anvers.
Ciney are și un centru zootehnic, renumit pentru crearea rasei taurine Alba-Albastra Belgiană.

## Cultură
În Ciney se găsește o importantă catedrală colegială (catedrală protopopială), simbol al orașului și logo al berii locale. Are de asemenea o frumoasă biserică în stil gotic, ce aparținea mănăstirii capucine (închisă în anii 1970), și care astăzi deservește parohia.

## Localități înfrățite
- Franța: Semur-en-Auxois.